# Gotthard Schuh
 Gotthard Schuh  (* 22. Dezember 1897 in Schöneberg bei Berlin; † 29. Dezember 1969 in Küsnacht ZH) war ein Schweizer Fotograf, Maler und Graphiker.

## Leben
Gotthard Schuh wurde in Berlin als Sohn von Schweizer Eltern geboren. Sein Vater war der Ingenieur Christian Heinrich Schuh. 1902 zog die Familie nach Aarau, wo er die Volks- und ab 1914 die Kantonsschule besuchte und zu malen begann. Otto Wyler war sein erster Lehrer. 1916 absolvierte er die Gewerbeschule in Basel. 1917/1918 wurde Schuh als Soldat zum Grenzdienst eingezogen.
Ab 1919 lebte er als Maler in Basel und Genf. Nach einer grossen Italienreise 1920 liess er sich als Maler in München nieder. 1926 kehrte er in die Schweiz zurück und wurde Leiter eines Photogeschäfts.
Nach seiner Heirat 1927 zog er nach Zürich, wo er zu fotografieren begann. Von 1928 bis 1931 folgten verschiedene Ausstellungen als Maler und der Beitritt zur Basler Künstlergruppe «Rot-Blau». 1931 wurden die ersten Photos in der Zürcher Illustrierten veröffentlicht. 1932 folgte eine Bilderausstellung in Paris, wo er Picasso, Léger und Braque kennenlernte.
Von 1933 bis 1937 arbeitete Schuh als freischaffender Fotoreporter für die Zürcher Illustrierte, Berliner Illustrirte Zeitung, Paris Match und Life. Seine Reportagen führten ihn durch ganz Europa und 1938/1939 nach Indonesien. Von 1941 bis 1960 war er Bildredaktor bei der Neuen Zürcher Zeitung. 1951 gründete er zusammen mit Werner Bischof, Walter Läubli, Paul Senn und Jakob Tuggener das Kollegium Schweizerischer Photographen.

## Persönliches
Gotthard Schuh war in erster Ehe von 1927 bis 1939 mit Marga Zürcher aus St. Gallen verheiratet, mit der er einen Sohn Kaspar (* 1934) hatte. 1944 heiratete er Annamarie Custer, mit der er zwei Töchter, Claudia und Sybille hatte.
Nach 1960 wandte sich Schuh wieder der Malerei zu. Gotthard Schuh starb im Dezember 1969 in Küsnacht am Zürichsee im Alter von 72 Jahren.

## Werk
Schuh gilt als Vertreter eines neuen fotografischen Stils. Er interessierte sich für den Alltag und die gesellschaftliche Wirklichkeit, die er in einer nüchternen, sachlichen Bildsprache dokumentierte. Seine Fotografien entsprachen dem modernen Bildjournalismus, der sich 1930 in den grossen europäischen Illustrierten durchsetzte. Schuh war auch international tätig. 1941 erschien nach einer Indonesienreise sein viel beachtetes Buch Inseln der Götter.
Sein Nachlass befindet sich bei der Fotostiftung Schweiz in Winterthur.

## Bücher
- Zürich. Oprecht 1935.
- Inseln der Götter. Morgarten, Zürich 1941.
- 50 Photographien. Urs Graf Verlag, Basel 1942.
- Italien. Eugen Rentsch, Erlenbach 1953.
- Begegnungen. Büchergilde Gutenberg, Zürich 1956.
- Tessin. Urs Graf Verlag, Basel 1961.
- Tiermütter im Zoo. Büchergilde Gutenberg, Zürich 1961.
- Tage in Venedig. Ex Libris, Zürich 1965.

## Ausstellungen
- Helmhaus, Zürich, 2. September – 1. Oktober 1967
- Kunsthaus Zürich, 19. Juni – 29. August 1982
- Museum für Gestaltung Basel, 4. Februar – 16. März 1986
- Fotostiftung Schweiz, Winterthur, 30. Mai – 11. Oktober 2009
- Musée Niépce, Chalon sur Saône, 27. Februar – 30. Mai 2010
- Villa dei Cedri, Bellinzona, 18. Juli – 31. Oktober 2010
- Fundacion Mapfre, Instituto de Cultura Madrid, 13. Dezember 2011 – 19. Februar 2012
- Artef, Galerie für Kunstfotografie Zürich, 13. September 2012 – 17. November 2012

## Auszeichnungen
- 1957: Goldmedaille Venedig
- 1967: Ernennung zum Cavaliere (Italien)

## Film
- Gotthard Schuh. Eine sinnliche Sicht der Welt. Dokumentarfilm von Villi Hermann, 2011.[2][3]